# Chrysactinia
Chrysactinia là một chi thực vật có hoa trong họ Cúc (Asteraceae).

## Loài
Chi Chrysactinia gồm các loài: